# Copa de Campeones de la Concacaf 1970
La Copa de Campeones de 1970 fue la sexta edición del torneo de clubes más importante de Norteamérica, Centroamérica y el Caribe. Se llevó a cabo el 26 de abril al 15 de diciembre de 1970. 
El Cruz Azul se proclamó bicampeón porque en la ronda final, los equipos Saprissa de Costa Rica y Transvaal de Surinam abandonaron el torneo por causas económicas.

## Equipos participantes
En cursiva los equipos debutantes en el torneo.
| País                         | Equipo              |
| ---------------------------- | ------------------- |
| México · 1 cupo              | Deportivo Cruz Azul |
| Surinam 1 cupo               | SV Transvaal        |
| Costa Rica · 1 cupo          | Deportivo Saprissa  |
| El Salvador · 1 cupo         | CD Atlético Marte   |
| Honduras 1 cupo              | CD Olimpia          |
| Guatemala · 1 cupo           | CSD Municipal       |
| Haití 1 cupo                 | Racing Club Haïtien |
| Estados Unidos 1 cupo        | Greek American AA   |
| Antillas Neerlandesas 1 cupo | SU Brion Trappers   |
| Nicaragua 1 cupo             | Diriangén FC        |
| Trinidad y Tobago 1 cupo     | Maple Club          |
| Jamaica 1 cupo               | Santos Kingston FC  |

## Zona Norteamericana
| 30 de junio de 1970 | Greek American AA | 0:1 (0:0) | Cruz Azul  | Gaelic Park, Nueva York        |                                |
|                     |                   |           | Muciño 76' | Asistencia: 1 300 espectadores | Asistencia: 1 300 espectadores |

| 12 de julio de 1970 | Cruz Azul                                                | 5:0 (2:0) (Global 6:0) | Greek American AA | Estadio 10 de Diciembre, Ciudad Cooperativa                  |                                                              |
|                     | Muciño 12', 58' · Guerrero 77', 87' · Bidalis 16' (a.g.) | Reporte                |                   | Asistencia: 15 000 espectadores Árbitro(s): Juan José Corado | Asistencia: 15 000 espectadores Árbitro(s): Juan José Corado |

## Zona Centroamericana

### Grupo 1
| Equipo         | Pts. | PJ | PG | PE | PP | GF | GC | Dif |
| -------------- | ---- | -- | -- | -- | -- | -- | -- | --- |
| Saprissa       | 7    | 4  | 3  | 1  | 0  | 15 | 2  | +13 |
| Atlético Marte | 5    | 4  | 2  | 1  | 1  | 10 | 5  | +5  |
| Diriangén      | 0    | 4  | 0  | 0  | 4  | 1  | 19 | -18 |

| \| Fecha \| Lugar \| Local \| Resultado \| Visitante \| \| ----------- \| ------------ \| -------------- \| --------- \| -------------- \| \| 26 de abril \| San Salvador \| Atlético Marte \| 5:0 \| Diriangén \| \| 28 de abril \| Diriamba \| Diriangén \| 1:3 \| Atlético Marte \| \| 3 de mayo \| San Salvador \| Atlético Marte \| 1:1 \| Saprissa \| \| 12 de mayo \| San José \| Saprissa \| 3:1 \| Atlético Marte \| \| 24 de mayo \| San José \| Saprissa \| 9:0 \| Diriangén \| \| 31 de mayo \| Diriamba \| Diriangén \| 0:2 \| Saprissa \| |              |                |           |                |
| Fecha | Lugar        | Local          | Resultado | Visitante      |
| 26 de abril | San Salvador | Atlético Marte | 5:0       | Diriangén      |
| 28 de abril | Diriamba     | Diriangén      | 1:3       | Atlético Marte |
| 3 de mayo | San Salvador | Atlético Marte | 1:1       | Saprissa       |
| 12 de mayo | San José     | Saprissa       | 3:1       | Atlético Marte |
| 24 de mayo | San José     | Saprissa       | 9:0       | Diriangén      |
| 31 de mayo | Diriamba     | Diriangén      | 0:2       | Saprissa       |

### Grupo 2
| Equipo    | Pts. | PJ | PG | PE | PP | GF | GC | Dif |
| --------- | ---- | -- | -- | -- | -- | -- | -- | --- |
| Olimpia   | 3    | 2  | 1  | 1  | 0  | 3  | 2  | +1  |
| Municipal | 1    | 2  | 0  | 1  | 1  | 2  | 3  | -1  |

| \| Fecha \| Lugar \| Local \| Resultado \| Visitante \| \| ---------- \| ------------------- \| --------- \| --------- \| --------- \| \| 17 de mayo \| Tegucigalpa \| Olimpia \| 3:2 \| Municipal \| \| 24 de mayo \| Ciudad de Guatemala \| Municipal \| 0:0 \| Olimpia \| |                     |           |           |           |
| Fecha | Lugar               | Local     | Resultado | Visitante |
| 17 de mayo | Tegucigalpa         | Olimpia   | 3:2       | Municipal |
| 24 de mayo | Ciudad de Guatemala | Municipal | 0:0       | Olimpia   |

### Segunda ronda
| 21 de junio de 1970 | Saprissa        | 1:0 (0:0) | Olimpia | Estadio Nacional, San José |                            |
|                     | León 81' (pen.) |           |         | Árbitro(s): Ernesto García | Árbitro(s): Ernesto García |

| 5 de julio de 1970 | Olimpia  | 1:4 (1:2) (Global 1:5) | Saprissa                                       | Estadio Nacional, Tegucigalpa |                              |
|                    | Bran 12' |                        | Grant 10' · Ruiz 15' · Marín 46' · Aguilar 89' | Árbitro(s): Juan José Corado  | Árbitro(s): Juan José Corado |

## Zona del Caribe

### Primera ronda

#### Racing Haïtien - SUBT
| Equipo Local Ida | Resultado | Equipo Visitante Ida | Ida   | Vuelta |
| ---------------- | --------- | -------------------- | ----- | ------ |
| SUBT             | 3 - 6     | Racing Haïtien       | 2 - 5 | 1 - 1  |

#### Transvaal - Maple
| 9 de junio de 1970 | Transvaal | 2:0 | Maple | Estadio Surinam, Paramaribo |  |

| 14 de junio de 1970 | Maple       | 1:2 (Global 1:4) | Transvaal      | Queen's Park Oval, Puerto España |  |
|                     | Desconocido |                  | Schal · Reumel |                                  |  |

### Segunda ronda
| 12 de agosto de 1970 | Santos Kingston | 1:1 | Racing Haïtien | Estadio Nacional, Kingston |  |
|                      | Ziade           |     | Saint-Vil      |                            |  |

| 21 de agosto de 1970 | Racing Haïtien | 0:2 (Global 1:3) | Santos Kingston | Estadio Sylvio Cator, Puerto Príncipe |  |
|                      |                |                  | Blair · Largie  |                                       |  |

### Tercera ronda
| 20 de septiembre de 1970 | Santos Kingston | 0:2 | Transvaal         | Estadio Nacional, Kingston |  |
|                          |                 |     | Vanenburg · Corte |                            |  |

| 27 de septiembre de 1970 | Transvaal                    | 3:1 (Global 5:1) | Santos Kingston | Estadio Surinam, Paramaribo |  |
|                          | Corte · Lagadeau · Vanenburg |                  | Campbell        |                             |  |

## Ronda final
- Cruz Azul
- Transvaal
- Saprissa

Cruz Azul fue declarado campeón el 15 de diciembre, ya que el Saprissa y Transvaal se retiraron por causas económicas, y por ende, no tuvo rival en la semifinal ni en la final. 

| Bandera de México             |
| Cruz Azul Campeón 2.do título |